# TT Isla de Man de 1949
El TT Isla de Man de 1949 (oficialmente Tourist Trophy, Isle of Man) fue la primera prueba del Campeonato del Mundo de Motociclismo de 1949. Tuvo lugar en la semana del 17 de junio de 1949 en el Snaefell Mountain Course en Isla de Man (Reino Unido).
La carrera de 500 cc fue ganada por Harold Daniell, seguido de Johnny Lockett y Ernie Lyons. Freddie Frith ganó la prueba de 350 cc, por delante de Ernie Lyons y Artie Bell. La carrera de 250 cc fue ganada por Manliff Barrington, Tommy Wood fue segundo y Roland Pike tercero.

## Resultados

### Resultados 500cc
| Pos     | Piloto            | Constructor | Tiempo    | Puntos |
| ------- | ----------------- | ----------- | --------- | ------ |
| 1       | Harold Daniell    | Norton      | 3:02'18.6 | 10     |
| 2       | Johnny Lockett    | Norton      | 3:03'52.4 | 8      |
| 3       | Ernie Lyons       | Velocette   | 3:05'22.0 | 7      |
| 4       | Artie Bell        | Norton      | 3:09'03.0 | 6      |
| 5       | Sid Jensen        | Triumph     | 3:10'33.0 | 5      |
| 6       | Cyrill Stevens    | Triumph     | 3:11'01.2 |        |
| 7       | Reg Armstrong     | AJS         |           |        |
| 8       | Bill Doran        | AJS         |           |        |
| 9       | Harry Hinton      | Norton      |           |        |
| 10      | Les Graham        | AJS         |           |        |
| 11      | Phil Heath        | Norton      |           |        |
| 12      | Bill Petch        | Triumph     |           |        |
| 13      | Guy Newman        | Norton      |           |        |
| 14      | Eric McPherson    | AJS         |           |        |
| 15      | Roy Evans         | Norton      |           |        |
| 16      | Bill Beevers      | Norton      |           |        |
| 17      | Jack Bailey       | Triumph     |           |        |
| 18      | Harry Turner      | Norton      |           |        |
| 19      | Johnny Hodgkin    | Norton      |           |        |
| 20      | Johnny Hodgkin    | Norton      |           |        |
| Ret     | Syd Barnett       | Norton      | Ret       |        |
| Ret     | Wilf Billington   | Norton      | Ret       |        |
| Ret     | Bob Foster        | Moto Guzzi  | Ret       |        |
| Ret     | Freddie Frith     | Velocette   | Ret       |        |
| Ret     | Syd Lawton        | Triumph     | Ret       |        |
| Ret     | Javier de Ortueta | Norton      | Ret       |        |
| Ret     | Arthur Wheeler    | Triumph     | Ret       |        |
| Fuente: |                   |             |           |        |

### Resultados 350cc
| Pos     | Piloto             | Constructor | Tiempo    | Puntos |
| ------- | ------------------ | ----------- | --------- | ------ |
| 1       | Freddie Frith      | Velocette   | 3:10'26.0 | 10     |
| 2       | Ernie Lyons        | 'Velocette  | 3:11'08.0 | 8      |
| 3       | Artie Bell         | Norton      | 3:11'49.0 | 7      |
| 4       | Harold Daniell     | Norton      | 3:11'52.2 | 6      |
| 5       | Reg Armstrong      | AJS         | 3:12'28.0 | 5      |
| 6       | Bob Foster         | Velocette   | 3:12'35.2 |        |
| 7       | Johnny Lockett     | Norton      |           |        |
| 8       | Ted Frend          | AJS         |           |        |
| 9       | Eric Briggs        | Velocette   |           |        |
| 10      | Tommy McEwan       | Velocette   |           |        |
| 11      | Eric McPherson     | AJS         |           |        |
| 12      | Sid Jensen         | AJS         |           |        |
| 13      | Syd Lawton         | AJS         |           |        |
| 14      | Syd Barnett        | Norton      |           |        |
| 15      | Harry Hinton       | Norton      |           |        |
| 16      | Guy Newman         | Velocette   |           |        |
| 17      | Tommy Wood         | Velocette   |           |        |
| 18      | Manliff Barrington | Norton      |           |        |
| 19      | Cyrill Stevens     | AJS         |           |        |
| 20      | Arthur Wheeler     | AJS         |           |        |
| Ret     | Ernie Barrett      | Norton      | Ret       |        |
| Ret     | Bill Doran         | AJS         | Ret       |        |
| Ret     | Les Graham         | AJS         | Ret       |        |
| Ret     | Bill Maddrick      | Velocette   | Ret       |        |
| Ret     | Javier de Ortueta  | Velocette   | Ret       |        |
| Ret     | Bill Webster       | Velocette   | Ret       |        |
| Fuente: |                    |             |           |        |

### Resultados 250cc
| Pos     | Piloto             | Constructor   | Tiempo    | Puntos |
| ------- | ------------------ | ------------- | --------- | ------ |
| 1       | Manliff Barrington | Moto Guzzi    | 3:23'13.2 | 10     |
| 2       | Tommy Wood         | Moto Guzzi    | 3:23'25.8 | 8      |
| 3       | Roland Pike        | Rudge         | 3:37'42.6 | 7      |
| 4       | Ronnie Mead        | Norton        | 3:41'06.6 | 6      |
| 5       | Sven Sørensen      | Excelsior     | 3:43'12.0 | 5      |
| 6       | Emie Thomas        | Moto Guzzi    | 3:43'12.0 |        |
| 7       | W. Pike            | Rudge         |           |        |
| 8       | Len Bayliss        | Elbee Special |           |        |
| 9       | Robert Edwards     | CTS           |           |        |
| 10      | Ray Petty          | New Imperial  |           |        |
| 11      | Harold Hartley     | Rudge         |           |        |
| 12      | Pierre Collington  | Moto Guzzi    |           |        |
| 13      | Jock McCredie      | Excelsior     |           |        |
| Ret     | Dario Ambrosini    | Benelli       | Ret       |        |
| Ret     | Dickie Dale        | Moto Guzzi    | Ret       |        |
| Ret     | Enrico Lorenzetti  | Moto Guzzi    | Ret       |        |
| Fuente: |                    |               |           |        |